# Viktor Tichonov (1988)
Viktor Vasil'evič Tichonov (in russo Виктор Васильевич Тихонов?; Riga, 12 maggio 1988) è un hockeista su ghiaccio russo.
È nipote e omonimo di Viktor Tichonov (1930-2014), anch'egli hockeista su ghiaccio.

## Palmarès

### Mondiali
- 2 medaglie:
  - 1 oro (Bielorussia 2014)
  - 1 argento (Repubblica Ceca 2015)